# Hrabstwo Morgan (Kentucky)

Piramida wieku hrabstwa

Hrabstwo Morgan – hrabstwo w USA, w stanie Kentucky. Według danych z 2010 roku, hrabstwo zamieszkiwały 13923 osoby. Siedzibą hrabstwa jest West Liberty.

## Miasta
- Ezel (CDP)
- West Liberty